# Mara Lake
Mara Lake är en sjö i Kanada.   Den ligger i provinsen British Columbia, i den södra delen av landet, 3 200 km väster om huvudstaden Ottawa. Mara Lake ligger 348 meter över havet.
I omgivningarna runt Mara Lake växer i huvudsak barrskog. Runt Mara Lake är det mycket glesbefolkat, med 2 invånare per kvadratkilometer.